# Dysphania nigromarginata
Dysphania nigromarginata là một loài bướm đêm trong họ Geometridae.